# Laenly Phoutthavong
Laenly Phoutthavong (ur. 4 czerwca 1996 w Wientianie) – laotańska lekkoatletka, sprinterka, olimpijka.
Reprezentowała Laos na igrzyskach olimpijskich 2012 w Londynie w biegu na 100 m. W swoim biegu preeliminacjnym z czasem 13,15 s zajęła 6 miejsce i odpadła z dalszej rywalizacji.

## Rekordy życiowe
| Dystans            | Wynik   | Miejsce  | Data            |
| ------------------ | ------- | -------- | --------------- |
| bieg na 100 metrów | 13,15 s | Londyn   | 3 sierpnia 2012 |
| skok w dal         | 5,05 m  | Wientian | 18 grudnia 2012 |